# Ranglijsten schaatsen teamsprint vrouwen
Dit is een overzicht van de beste landen, snelste tijden en (inter)nationale baanrecords op de teamsprint vrouwen.

## Snelste landen teamsprint
In de volgende tabel staan alle landen vermeld waarvan een snelste nationale tijd bekend is. Voor een aantal landen is deze tijd sneller dan het nationale record teamsprint, wat betekent dat de snelste nationale tijd niet als nationaal record erkend werd. De betreffende landen zijn voorzien van een lichtgele markering in de meest linkse kolom van de tabel.
| (Bijgewerkt t/m WB Calgary - 26 januari 2025) |                  |                                                      |         |            |                |
| #                                             | Land             | Schaatssters                                         | Tijd    | Datum      | Baan           |
| 1.                                            | Nederland        | Letitia de Jong Femke Kok Jutta Leerdam              | 1.24,02 | 13-02-2020 | Salt Lake City |
| 2.                                            | Japan            | Kurumi Inagawa Miho Takagi Ayano Sato                | 1.24,32 | 19-01-2024 | Salt Lake City |
| 3.                                            | Rusland          | Olga Fatkoelina Angelina Golikova Darja Katsjanova   | 1.24,50 | 13-02-2020 | Salt Lake City |
| 4.                                            | China            | Li Qishi Yu Jing Zhang Hong                          | 1.24,65 | 22-11-2015 | Salt Lake City |
| 5.                                            | Canada           | Carolina Hiller Béatrice Lamarche Ivanie Blondin     | 1.24,90 | 26-01-2025 | Calgary        |
| 6.                                            | Verenigde Staten | Sarah Warren Erin Jackson Brittany Bowe              | 1.25,00 | 19-01-2024 | Salt Lake City |
| 7.                                            | Polen            | Natalia Czerwonka Andżelika Wójcik Kaja Ziomek-Nogal | 1.25,37 | 13-02-2020 | Salt Lake City |
| 8.                                            | Kazachstan       | Kristina Silaeva Darja Vazhenina Nadezjda Sidelnik   | 1.26,36 | 26-01-2025 | Calgary        |
| 9.                                            | Noorwegen        | Hege Bøkko Ida Njåtun Martine Ripsrud                | 1.26,38 | 01-12-2017 | Calgary        |
| 10.                                           | Zuid-Korea       | Jang Mee Kim Hyun-yung Kim Min-sun                   | 1.27,45 | 22-11-2015 | Salt Lake City |
| 11.                                           | Duitsland        | Marlen Ehseluns Sophie Warmuth Anna Ostlender        | 1.27,63 | 26-01-2025 | Calgary        |
| 12.                                           | Italië           | Francesca Bettrone Noemi Bonazza Yvonne Daldossi     | 1.28,18 | 07-02-2019 | Inzell         |
| 13.                                           | Wit-Rusland      | Tatjana Michajlova Kseniya Sadouskaya Marina Zoejeva | 1.29,46 | 14-11-2015 | Calgary        |
| 14.                                           | Tsjechië         | Nikol Nepokojová Lucie Korvasová Zuzana Kuršová      | 1.35,44 | 05-01-2024 | Heerenveen     |
| 15.                                           | Oostenrijk       | Vanessa Bittner Viola Feichtner Viktoria Schinnerl   | 1.35,91 | 17-01-2015 | Collalbo       |
| 16.                                           | Spanje           | Sara Cabrera Ainoa Carreño Luisa Gonzalez Salazar    | 1.36,92 | 23-02-2020 | Tomaszów       |
| 17.                                           | Roemenië         | Andreea Haldan Mihaela Hogas Bianca-Lorena Stănică   | 1.37,85 | 24-11-2018 | Tomaszów       |
| 18.                                           | Zwitserland      | Severine Biermann Vera Güntert Ramona Härdi          | 1.38,39 | 23-11-2019 | Enschede       |
| 19.                                           | Zweden           | Ella Erkman Ida Hallberg Erika Lindgren              | 1.41,64 | 28-11-2015 | Berlijn        |
| 20.                                           | Finland          | Laura Kivioja Inka Koivisto Sini Siro                | 1.42,90 | 23-11-2019 | Enschede       |
| 21.                                           | Hongarije        | Lilla Malinovszky Alexandra Nagy Nikoletta Rigó      | 1.45,52 | 11-11-2017 | Erfurt         |
| 22.                                           | Estland          | Tuuli Vaher Kristiine Kalev Darja Ptitsõna           | 1.51,75 | 19-03-2022 | Tallinn        |

## Snelste landen teamsprint laaglandbaan
In deze tabel staan alle landen waarvan een snelste nationale tijd op een laaglandbaan bekend is. 
Een laaglandbaan is een baan die beneden de 500 meter boven de zeespiegel ligt.
| (Bijgewerkt t/m WK Afstanden - 13 maart 2025) |                  |                                                         |         |            |            |
| #                                             | Land             | Schaatssters                                            | Tijd    | Datum      | Baan       |
| 1.                                            | Nederland        | Jutta Leerdam Suzanne Schulting Angel Daleman           | 1.25,57 | 13-03-2025 | Hamar      |
| 2.                                            | Rusland          | Olga Fatkoelina Angelina Golikova Darja Katsjanova      | 1.26,17 | 10-01-2020 | Heerenveen |
| 3.                                            | Canada           | Brooklyn McDougall Carolina Hiller Ivanie Blondin       | 1.26,29 | 02-03-2023 | Heerenveen |
| 4.                                            | Verenigde Staten | McKenzie Browne Erin Jackson Kimi Goetz                 | 1.26,58 | 02-03-2023 | Heerenveen |
| 5.                                            | Polen            | Andżelika Wójcik Kaja Ziomek-Nogal Karolina Bosiek      | 1.27,07 | 01-12-2024 | Peking     |
| 6.                                            | Japan            | Nao Kodaira Konami Soga Maki Tsuji                      | 1.27,35 | 18-11-2018 | Obihiro    |
| 7.                                            | China            | Pei Chong Tian Ruining Han Mei                          | 1.27,79 | 01-12-2024 | Peking     |
| 8.                                            | Zuid-Korea       | Kim Hyun-yung Kim Min-sun Park Seung-hi                 | 1.28,09 | 19-11-2017 | Stavanger  |
| 9.                                            | Noorwegen        | Hege Bøkko Ida Njåtun Anne Gulbrandsen                  | 1.28,11 | 12-11-2017 | Heerenveen |
| 10.                                           | Kazachstan       | Nadezjda Sidelnik Alina Dauranova Jekaterina Ajdova     | 1.28,32 | 02-03-2023 | Heerenveen |
| 11.                                           | Italië           | Francesca Bettrone Noemi Bonazza Francesca Lollobrigida | 1.28,90 | 09-12-2018 | Tomaszów   |
| 12.                                           | Duitsland        | Sophie Warmuth Anna Ostlender Lea-Sophie Scholz         | 1.29,61 | 01-12-2024 | Peking     |
| 13.                                           | Wit-Rusland      | Tatjana Michajlova Jevgenia Vorobjova Marina Zoejeva    | 1.30,68 | 10-01-2020 | Heerenveen |
| 14.                                           | Tsjechië         | Nikol Nepokojová Lucie Korvasová Zuzana Kuršová         | 1.35,44 | 05-01-2024 | Heerenveen |
| 15.                                           | Spanje           | Sara Cabrera Ainoa Carreño Luisa Gonzalez Salazar       | 1.36,92 | 23-02-2020 | Tomaszów   |
| 16.                                           | Oostenrijk       | Anna Petutschnigg Viktoria Schinnerl Katharina Thien    | 1.37,06 | 23-11-2019 | Enschede   |
| 17.                                           | Roemenië         | Andreea Haldan Mihaela Hogas Bianca-Lorena Stănickă     | 1.37,85 | 24-11-2018 | Tomaszów   |
| 18.                                           | Zwitserland      | Severine Biermann Vera Güntert Ramona Härdi             | 1.38,39 | 23-11-2019 | Enschede   |
| 19.                                           | Zweden           | Ella Erkman Ida Hallberg Erika Lindgren                 | 1.41,64 | 28-11-2015 | Berlijn    |
| 20.                                           | Finland          | Laura Kivioja Inka Koivisto Sini Siro                   | 1.42,90 | 23-11-2019 | Enschede   |
| 21.                                           | Hongarije        | Lilla Malinovszky Alexandra Nagy Nikoletta Rigó         | 1.45,52 | 11-11-2017 | Erfurt     |
| 22.                                           | Estland          | Tuuli Vaher Kristiine Kalev Darja Ptitsõna              | 1.51,75 | 19-03-2022 | Tallinn    |

## Snelste tijden teamsprint
| (Bijgewerkt t/m WK Afstanden - 13 maart 2025) |                       |                                                       |         |            |                |
| #                                             | Land                  | Schaatssters                                          | Tijd    | Datum      | Baan           |
| 1.                                            | Nederland             | Letitia de Jong Femke Kok Jutta Leerdam               | 1.24,02 | 13-02-2020 | Salt Lake City |
| 2.                                            | Japan                 | Kurumi Inagawa Miho Takagi Ayano Sato                 | 1.24,32 | 19-01-2024 | Salt Lake City |
| 3.                                            | Rusland               | Olga Fatkoelina Angelina Golikova Darja Katsjanova    | 1.24,50 | 13-02-2020 | Salt Lake City |
| 4.                                            | China                 | Li Qishi Yu Jing Zhang Hong                           | 1.24,65 | 22-11-2015 | Salt Lake City |
| 5.                                            | Rusland (#2)          | Olga Fatkoelina Angelina Golikova Jelizaveta Kazelina | 1.24,84 | 01-12-2017 | Calgary        |
| 6.                                            | Canada                | Carolina Hiller Béatrice Lamarche Ivanie Blondin      | 1.24,90 | 26-01-2025 | Calgary        |
| 7.                                            | Verenigde Staten      | Sarah Warren Erin Jackson Brittany Bowe               | 1.25,00 | 19-01-2024 | Salt Lake City |
| 8.                                            | Canada (#2)           | Carolina Hiller Maddison Pearman Ivanie Blondin       | 1.25,14 | 15-02-2024 | Calgary        |
| 9.                                            | Polen                 | Natalia Czerwonka Andżelika Wójcik Kaja Ziomek-Nogal  | 1.25,37 | 13-02-2020 | Salt Lake City |
| 10.                                           | Canada (#3)           | Carolina Hiller Maddison Pearman Ivanie Blondin       | 1.25,41 | 19-01-2024 | Salt Lake City |
| 11.                                           | Nederland (#2)        | Jutta Leerdam Suzanne Schulting Angel Daleman         | 1.25,57 | 13-03-2025 | Hamar          |
| 12.                                           | Verenigde Staten (#2) | McKenzie Browne Erin Jackson Kimi Goetz               | 1.25,68 | 17-12-2022 | Calgary        |
| 13.                                           | Canada (#4)           | Carolina Hiller Brooklyn McDougall Ivanie Blondin     | 1.25,73 | 17-12-2022 | Calgary        |
| 14.                                           | Nederland (#3)        | Michelle de Jong Femke Kok Isabel Grevelt             | 1.25,95 | 17-12-2022 | Calgary        |
| 15.                                           | Polen (#2)            | Andżelika Wójcik Kaja Ziomek-Nogal Karolina Bosiek    | 1.26,02 | 26-01-2025 | Calgary        |
| 16.                                           | Verenigde Staten (#3) | Sarah Warren Erin Jackson Brittany Bowe               | 1.26,04 | 15-02-2024 | Calgary        |
| 17.                                           | Rusland (#3)          | Nadezjda Asejeva Olga Fatkoelina Jekaterina Sjichova  | 1.26,07 | 22-11-2015 | Salt Lake City |
| 18.                                           | Rusland (#4)          | Olga Fatkoelina Angelina Golikova Darja Katsjanova    | 1.26,17 | 10-01-2020 | Heerenveen     |
| 19.                                           | Nederland (#4)        | Letitia de Jong Jutta Leerdam Janine Smit             | 1.26,28 | 07-02-2019 | Inzell         |
| 20.                                           | Canada (#5)           | Brooklyn McDougall Carolina Hiller Ivanie Blondin     | 1.26,29 | 02-03-2023 | Heerenveen     |
| 21.                                           | Nederland (#5)        | Michelle de Jong Suzanne Schulting Angel Daleman      | 1.26,35 | 01-12-2024 | Peking         |
| 22.                                           | Noorwegen             | Hege Bøkko Ida Njåtun Martine Ripsrud                 | 1.26,38 | 01-12-2017 | Calgary        |
| 23.                                           | Nederland (#6)        | Michelle de Jong Marrit Fledderus Femke Kok           | 1.26,57 | 19-11-2022 | Heerenveen     |
| 24.                                           | Verenigde Staten (#4) | McKenzie Browne Erin Jackson Kimi Goetz               | 1.26,58 | 02-03-2023 | Heerenveen     |
| 25.                                           | Japan (#2)            | Erina Kamiya Nao Kodaira Maki Tsuji                   | 1.26,62 | 22-11-2015 | Salt Lake City |
| 25.                                           | Rusland (#5)          | Olga Fatkoelina Angelina Golikova Jelizaveta Kazelina | 1.26,62 | 12-11-2017 | Heerenveen     |
| 25.                                           | Nederland (#7)        | Letitia de Jong Femke Kok Ireen Wüst                  | 1.26,62 | 10-01-2020 | Heerenveen     |

## Snelste tijden teamsprint laaglandbaan
| (Bijgewerkt t/m WK Afstanden - 13 maart 2025) |                       |                                                       |         |            |            |
| #                                             | Land                  | Schaatssters                                          | Tijd    | Datum      | Baan       |
| 1.                                            | Nederland             | Jutta Leerdam Suzanne Schulting Angel Daleman         | 1.25,57 | 13-03-2025 | Hamar      |
| 2.                                            | Rusland               | Olga Fatkoelina Angelina Golikova Darja Katsjanova    | 1.26,17 | 10-01-2020 | Heerenveen |
| 3.                                            | Canada                | Brooklyn McDougall Carolina Hiller Ivanie Blondin     | 1.26,29 | 02-03-2023 | Heerenveen |
| 4.                                            | Nederland (#2)        | Michelle de Jong Suzanne Schulting Angel Daleman      | 1.26,35 | 01-12-2024 | Peking     |
| 5.                                            | Nederland (#3)        | Michelle de Jong Marrit Fledderus Femke Kok           | 1.26,57 | 19-11-2022 | Heerenveen |
| 6.                                            | Verenigde Staten      | McKenzie Browne Erin Jackson Kimi Goetz               | 1.26,58 | 02-03-2023 | Heerenveen |
| 7.                                            | Rusland (#2)          | Olga Fatkoelina Angelina Golikova Jelizaveta Kazelina | 1.26,62 | 12-11-2017 | Heerenveen |
| 7.                                            | Nederland (#4)        | Letitia de Jong Femke Kok Ireen Wüst                  | 1.26,62 | 10-01-2020 | Heerenveen |
| 9.                                            | Rusland (#3)          | Olga Fatkoelina Angelina Golikova Jelizaveta Kazelina | 1.26,71 | 07-01-2018 | Kolomna    |
| 10.                                           | Polen                 | Andżelika Wójcik Kaja Ziomek-Nogal Karolina Bosiek    | 1.27,07 | 01-12-2024 | Peking     |
| 11.                                           | Verenigde Staten (#2) | Erin Jackson Kimi Goetz Brittany Bowe                 | 1.27,08 | 01-12-2024 | Peking     |
| 12.                                           | Nederland (#5)        | Marrit Fledderus Naomi Verkerk Femke Kok              | 1.27,09 | 03-02-2024 | Quebec     |
| 13.                                           | Rusland (#4)          | Olga Fatkoelina Angelina Golikova Jekaterina Sjichova | 1.27,23 | 18-11-2018 | Obihiro    |
| 13.                                           | Canada (#2)           | Brooklyn McDougall Béatrice Lamarche Ivanie Blondin   | 1.27,23 | 13-03-2025 | Hamar      |
| 15.                                           | Japan                 | Nao Kodaira Konami Soga Maki Tsuji                    | 1.27,35 | 18-11-2018 | Obihiro    |
| 16.                                           | Nederland (#6)        | Marrit Fledderus Femke Kok Antoinette Rijpma-de Jong  | 1.27,36 | 06-01-2024 | Heerenveen |
| 17.                                           | Nederland (#7)        | Floor van den Brandt Anice Das Marrit Leenstra        | 1.27,44 | 12-03-2017 | Stavanger  |
| 18.                                           | Canada (#3)           | Carolina Hiller Brooklyn McDougall Ivanie Blondin     | 1.27,45 | 19-11-2022 | Heerenveen |
| 19.                                           | Canada (#4)           | Carolina Hiller Béatrice Lamarche Ivanie Blondin      | 1.27,53 | 01-12-2024 | Peking     |
| 20.                                           | Japan (#2)            | Arisa Go Nao Kodaira Maki Tsuji                       | 1.27,55 | 10-12-2016 | Heerenveen |
| 21.                                           | Rusland (#5)          | Olga Fatkoelina Angelina Golikova Darja Katsjanova    | 1.27,65 | 22-11-2019 | Tomaszów   |
| 22.                                           | Verenigde Staten (#3) | McKenzie Browne Erin Jackson Kimi Goetz               | 1.27,72 | 19-11-2022 | Heerenveen |
| 23.                                           | Nederland (#8)        | Helga Drost Naomi Verkerk Antoinette Rijpma-de Jong   | 1.27,74 | 19-11-2023 | Peking     |
| 24.                                           | Japan (#3)            | Arisa Go Erina Kamiya Maki Tsuji                      | 1.27,78 | 19-11-2016 | Nagano     |
| 25.                                           | Polen (#2)            | Andżelika Wójcik Iga Wojtasik Karolina Bosiek         | 1.27,79 | 03-02-2024 | Quebec     |
| 25.                                           | China                 | Pei Chong Tian Ruining Han Mei                        | 1.27,79 | 01-12-2024 | Peking     |

N.B. Een laaglandbaan is een schaatsbaan die beneden de 500 meter boven de zeespiegel ligt.

## Baanrecords

### Snelste ijsbanen ter wereld
| (Bijgewerkt t/m WK Afstanden - 13 maart 2025)                     |         |            |             |                                                             |
| Baan                                                              | Tijd    | Datum      | Landenploeg | Schaatssters in landenploeg                                 |
| Salt Lake City                                                    | 1.24,02 | 13-02-2020 | Nederland   | Letitia de Jong Femke Kok Jutta Leerdam                     |
| Calgary                                                           | 1.24,84 | 01-12-2017 | Rusland     | Olga Fatkoelina Angelina Golikova Jelizaveta Kazelina       |
| Hamar                                                             | 1.25,57 | 13-03-2025 | Nederland   | Jutta Leerdam Suzanne Schulting Angel Daleman               |
| Heerenveen                                                        | 1.26,17 | 10-01-2020 | Rusland     | Olga Fatkoelina Angelina Golikova Darja Katsjanova          |
| Inzell (binnen)                                                   | 1.26,28 | 07-02-2019 | Nederland   | Letitia de Jong Jutta Leerdam Janine Smit                   |
| Peking                                                            | 1.26,35 | 01-12-2024 | Nederland   | Michelle de Jong Suzanne Schulting Angel Daleman            |
| Kolomna                                                           | 1.26,71 | 07-01-2018 | Rusland     | Olga Fatkoelina Angelina Golikova Jelizaveta Kazelina       |
| Quebec                                                            | 1.27,09 | 03-02-2024 | Nederland   | Marrit Fledderus Naomi Verkerk Femke Kok                    |
| Obihiro                                                           | 1.27,23 | 18-11-2018 | Rusland     | Olga Fatkoelina Angelina Golikova Jekaterina Sjichova       |
| Stavanger                                                         | 1.27,44 | 12-03-2017 | Nederland   | Floor van den Brandt Anice Das Marrit Leenstra              |
| Tomaszów                                                          | 1.27,65 | 22-11-2019 | Rusland     | Olga Fatkoelina Angelina Golikova Darja Katsjanova          |
| Nagano                                                            | 1.27,78 | 19-11-2016 | Japan       | Arisa Go Erina Kamiya Maki Tsuji                            |
| Nur-Sultan                                                        | 1.27,95 | 06-12-2019 | Nederland   | Letitia de Jong Michelle de Jong Jutta Leerdam              |
| Minsk                                                             | 1.28,24 | 18-03-2018 | Rusland     | Olga Fatkoelina Angelina Golikova Jelizaveta Kazelina       |
| Milwaukee                                                         | 1.29,82 | 31-01-2020 | Canada      | Noémie Fiset Brooklyn McDougall Maddison Pearman            |
| Enschede                                                          | 1.30,60 | 23-11-2019 | Nederland   | Marrit Fledderus Femke Kok Maud Lugters                     |
| Collalbo                                                          | 1.30,97 | 21-01-2017 | Nederland   | Elisa Dul Isabelle van Elst Jutta Leerdam                   |
| Moskou                                                            | 1.31,27 | 01-03-2019 | Rusland     | Jelena Jeranina Irina Koeznetsova Vladlena Rogatkina        |
| Baselga                                                           | 1.31,72 | 17-02-2019 | Nederland   | Femke Beuling Michelle de Jong Femke Kok                    |
| Tomakomai                                                         | 1.32,10 | 25-11-2018 | Nederland   | Letitia de Jong Jutta Leerdam Janine Smit                   |
| Tsjeljabinsk                                                      | 1.32,79 | 01-02-2020 | Rusland     | Jelizaveta Agafosjina Lilit Garibjan Aleksandra Rutkovskaja |
| Erfurt                                                            | 1.33,73 | 02-02-2020 | Duitsland   | Anna Ostlender Victoria Stirnemann Sophie Warmuth           |
| Hachinohe                                                         | 1.36,11 | 11-01-2021 | Japan       | Miu Hasegawa Sakura Mito Momoko Tanaka                      |
| Berlijn                                                           | 1.37,35 | 03-02-2019 | Duitsland   | Christl Anders Sophie Warmuth Meghan Wystrichowsky          |
| Op de overige snelle ijsbanen is (nog) geen baanrecord neergezet. |         |            |             |                                                             |

### Snelste ijsbanen van Nederland
| (Bijgewerkt t/m 13 februari 2020)                       |         |            |             |                                                    |
| Baan                                                    | Tijd    | Datum      | Landenploeg | Schaatssters in landenploeg                        |
| Heerenveen                                              | 1.26,17 | 10-01-2020 | Rusland     | Olga Fatkoelina Angelina Golikova Daria Katsjanova |
| Enschede                                                | 1.30,60 | 23-11-2019 | Nederland   | Marrit Fledderus Femke Kok Maud Lugters            |
| Op de overige banen is (nog) geen baanrecord neergezet. |         |            |             |                                                    |

## Nationale records
In de volgende tabel zijn de nationale records teamsprint vermeld. Voor een aantal landen is er ooit een snellere tijd gereden door een team uit dat land. Voor die landen staat de team-samenstelling bij het nationale record hieronder vermeld. Voor de overige landen is de team-samenstelling te vinden in de ranglijst Snelste landen teamsprint elders op deze pagina.
| Land                                                             | Tijd    | Baan           | Datum      |
| ---------------------------------------------------------------- | ------- | -------------- | ---------- |
| Nederland                                                        | 1.24,02 | Salt Lake City | 13-02-2020 |
| Japan                                                            | 1.24,32 | Salt Lake City | 19-01-2024 |
| Rusland                                                          | 1.24,50 | Salt Lake City | 13-02-2020 |
| Verenigde Staten                                                 | 1.25,00 | Salt Lake City | 19-01-2024 |
| Canada                                                           | 1.25,14 | Calgary        | 15-02-2024 |
| Polen                                                            | 1.25,37 | Salt Lake City | 13-02-2020 |
| Noorwegen                                                        | 1.26,38 | Calgary        | 01-12-2017 |
| China Shi Xiaoxuan Tian Ruining Zhao Xin                         | 1.26,65 | Calgary        | 01-12-2017 |
| Kazachstan                                                       | 1.26,84 | Salt Lake City | 19-01-2024 |
| Zuid-Korea Kim Hyun-yung Kim Min-sun Park Seung-hi               | 1.28,09 | Stavanger      | 19-11-2017 |
| Italië                                                           | 1.28,18 | Inzell         | 07-02-2019 |
| Duitsland                                                        | 1.29,30 | Calgary        | 15-02-2024 |
| Wit-Rusland Tatjana Michajlova Jevgenia Vorobjova Marina Zoejeva | 1.30,68 | Heerenveen     | 10-01-2020 |
| Tsjechië                                                         | 1.35,44 | Heerenveen     | 05-01-2024 |
| Spanje                                                           | 1.36,92 | Tomaszów       | 23-02-2020 |
| Oostenrijk Anna Petutschnigg Viktoria Schinnerl Katharina Thien  | 1.37,06 | Enschede       | 23-11-2019 |
| Roemenië                                                         | 1.37,85 | Tomaszów       | 24-11-2018 |
| Zwitserland                                                      | 1.38,39 | Enschede       | 23-11-2019 |
| Finland                                                          | 1.42,90 | Enschede       | 23-11-2019 |
| Hongarije                                                        | 1.45,52 | Erfurt         | 11-11-2017 |
| Estland                                                          | 1.51,75 | Tallinn        | 19-03-2022 |